# První republika (seriál)
První republika (distribuční název The Manor House) je historický seriál který vznikl v koprodukci Dramedy Productions a České televize, mapuje životy podnikatelské rodiny Valentových v období od vzniku první republiky do počátku 30. let, i když se původně plánovalo, že by se děj dotáhl až do roku 1945. Seriál vyvinula a nabídla televizi produkční společnost Dramedy Productions. Režie se ujal Biser A. Arichtev, který dříve s Dramedy spolupracoval na seriálu Vyprávěj, který také pro ČT vymyslel a vyrobil tým firmy Dramedy.

## O seriálu
Seriál tvoří tři řady. První řada byla vysílána na kanále ČT1 od 17. ledna do 13. června 2014 a měla 22 epizod. Druhá řada seriálu měla 13 epizod a byla na ČT vysílána od 8. září do 1. prosince 2017. Děj druhé série se odehrává v roce 1928. Poslední řada se dotočila v červnu 2018, také ona měla 13 epizod a byla na ČT vysílána mezi 7. zářím a 30. listopadem 2018. Děj se odehrává mezi podzimem 1930 až létem 1931. Jedná se tedy o dobu hospodářské krize a prohlubujícího se národnostního napětí mezi českým a německým obyvatelstvem (tělovýchovné spolky Sokol a Německý turnerský svaz), figuruje zde také aféra s otráveným alkoholem.[zdroj?]
Seriál vypráví příběh rodiny Valentových v období od roku 1918 do počátku 30. let, která zbohatla při válečných zakázkách a stěhuje se z venkova do části Podolí velkoměsta Prahy. V této části se prozatím nacházejí pouze louky, pár továrních komínů a chudoba, která zde nastala po válce. Valentovi však tuto část města změní. V rodině panují napjaté vztahy mezi bratry, stále utajované tajemství, týkající se pátrání po vraždě, která se stala ještě před válkou. Příběh však doplňují zamotané milostné vztahy. Osudy hrdinů jsou propleteny událostmi tehdejší doby, čímž mají připomínat milníky naší historie.

## Obsazení

### Hlavní postavy
| Ján Koleník          | Vladimír Valenta - (1.-3. řada)                     |
| Markéta Plánková     | Klára Valentová (roz. Léblová) - (1.,2. řada)       |
| Jiří Vyorálek        | Jaroslav Valenta - (1.-3. řada)                     |
| Jana Štěpánková      | Hedvika Valentová - (1. řada)                       |
| Jan Vlasák           | Alois Valenta - (1.-3. řada)                        |
| Veronika Arichteva   | Magdaléna Valentová (roz. Škvorová ) - (1.-3. řada) |
| Zdena Studenková     | Božena Škvorová - (1.-3. řada)                      |
| Tomáš Töpfer         | Karel Škvor - (1.-3. řada)                          |
| Svatopluk Skopal     | Inspektor Mlčoch - (1.-3. řada)                     |
| Pavel Kříž           | Richard Benoni - (1. řada)                          |
| Kristýna Boková      | Marie Průchová (dříve: Kloudová) - (2.,3. řada)     |
| Brigita Cmuntová     | Eliška Toufarová (roz. Valentová) - (2.,3. řada)    |
| Michaela Procházková | malá Eliška Valentová - (1. řada)                   |
| Katarína Šafaříková  | Irena Von Lippi (roz. Valentová - (3. řada)         |
| Anna Fialová         | Irena Valentová - (2. řada)                         |
| Kristýna Hocková     | malá Irena Valentová - (1. řada)                    |

- Taťjana Medvecká jako služka Antonie[5]
- Robert Urban jako JUDr. Freddy Valenta[5]
- Viktor Dvořák jako Kryštof Lébl
- Bořek Joura jako Vojta Toufar (2. a 3. řada)[5]
- Pavel Batěk jako Martin Klouda (2. řada)[5]
- Vladimír T. Gottwald jako Zdeněk Král (2. řada)[5]
- Vladimír Polívka jako Jan Andrle (2. a 3. řada)[5]
- Stanislav Majer jako Hans von Lippi (2. a 3. řada)[5]
- Katarína Šafaříková jako Irena von Lippi, rozená Valentová (3. řada)
- Adam Mišík jako Kilián Tůma (3. řada)
- Jan Hrušínský jako Jakub Lébl

### Vedlejší postavy
- Kristýna Hocková jako Irena Valentová (1. řada)[5]
- Michaela Maurerová jako služka Jarka (1. a 3. řada)[5]
- Luboš Veselý jako Josef Toufar (1. a 3. řada)[5]
- Gabriela Míčová jako Anna Toufarová (1. a 3. řada)[5]
- Filip Antonio jako Vojta Toufar (1. řada)[5]
- Vladimíra Havlíčková jako Apolenka Toufarová (1. řada)
- Petra Jungmanová jako Anna Tůmová (3. řada)
- Maroš Kramár jako Wilhelm von Lippi (3. řada)
- Petr Stach jako architekt, sportovec, trenér Jindřich Koucký (3. řada)
- Miroslav Vladyka jako trenér boxu Procházka (3. řada)
- Jitka Schneiderová jako Golda (3. řada)
- Karel Hábl jako Kroner (3. řada)
- Petr Vondráček jako Rudolf Toman (1. a 3. řada)
- Marika Šoposká jako Lea (1. a 3. řada)
- Stella Řeháková jako Rozárka (3. řada)
- Matyář Kovář jako Jakub (3. řada)
- Maksim Gladovič jako Henry (3. řada)

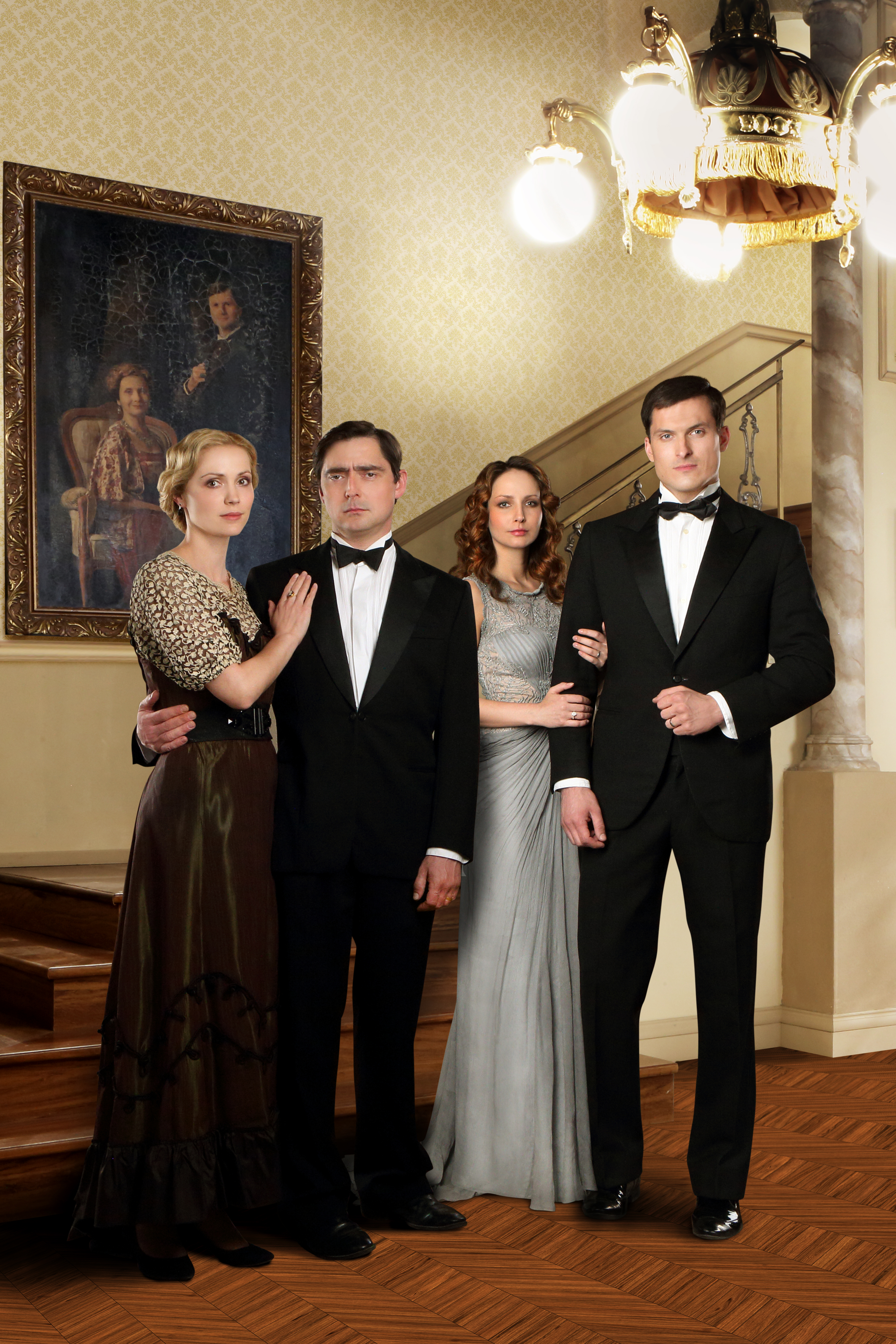
Ústřední čtveřice hlavních představitelů

- Matěj Podaný jako boxer (3.série)

## Řady a díly
| Řada | Díly | Premiéra       | Premiéra           |
| Řada | Díly | První díl      | Poslední díl       |
| ---- | ---- | -------------- | ------------------ |
| 1    | 22   | 17. ledna 2014 | 13. června 2014    |
| 2    | 13   | 8. září 2017   | 1. prosince 2017   |
| 3    | 13   | 7. září 2018   | 30. listopadu 2018 |

## Produkce
Na seriálu První republika se podílí stejný tým jako na úspěšném seriálu České televize Vyprávěj. Producenti chtěli navázat na úspěch, který si získal seriál Vyprávěj a nabídnout českým divákům svěží moderní dobový seriál. Seriál Vyprávěj získal několik sošek TýTý a producenti ze společnosti Dramedy Productions Zlatou Nymfu na festivalu v Monte Carlu jako nejlepší evropští televizní producenti roku 2011.
První řada, která se začala točit již v 28. července 2013 a dokončena byla v květnu 2014, obsahuje celkem 22 epizod, se odvysílala na jaře roku 2014 a další pokračování mělo začít v létě 2014 ale kvůli penězům se tak nestalo.
Druhá řada se natáčela od listopadu 2016, vyrobilo se nakonec celkem 48 dílů seriálu, poslední v roce 2019.[zdroj?]
Na podzim 2015 se na ČT 1 vysílala repríza první řady, týdně vždy dvojice dílů najednou. Na ivysílání.cz byla dostupná celá první série v HD rozlišení v bitrate 3.6 Mbit/s, zatímco premiéra od ledna 2014 měla bitrate 1.8 Mbit/s. Ačkoliv bitrate u reprízy je dvojnásobný, vizuální kvalita se nezlepšila při srovnání s díly z premiéry.[zdroj?]

### Lokace
Seriál byl natáčen v filmovém ateliéru Dramedy Studios v pražských Letňanech. V ateliéru byly natočeny prostory vily rodiny Valentů a Vladimírův krejčovský salón. Podolská vila rodiny Valentů je Dajbychova vila, která se nachází v Kutné Hoře. Statek rodiny Valentů v Břežanech je ve skutečnosti Cífkův statek v Třebízi. Vila cukrovarníka Škvora je barokní zámek Ploskovice. Zámek Slapy posloužil filmařům ke ztvárnění hotelu Polesí, baru, dobových lázní a pokojů Hajde a Goldy v Ladylike. Ve třetí sérii se objevil zámek Veltrusy jako majetek von Lippiho.[zdroj?]
První série se natáčela cca 190 dní.

### Casting
O roli Magdaleny se ucházelo kolem 70 hereček. Do nejužšího výběru postoupila Veronika Kubařová a Veronika Arichteva. Konkurz nakonec vyhrála Veronika Arichteva.

## Ocenění
Na 51. ročníku MIPTV v Cannes byl seriál prodán mimo jiné do USA či Íránu.
V listopadu 2014 získal seriál cenu na televizním festivalu FyMTI v Buenos Aires. Televizní ságu koupil španělsky mluvený kanál v USA a projevili o ní zájem klienti v Jižní Americe.